# Alejandro Balde
Alejandro Balde Martínez (Barcellona, 18 ottobre 2003) è un calciatore spagnolo, difensore del Barcellona.

## Biografia
È nato a Barcellona da madre dominicana.

## Caratteristiche tecniche
È un terzino sinistro completo, forte fisicamente, tecnico e dotato di notevoli capacità aerobiche. Molto bravo nei cross, durante la stagione sforna sempre un cospicuo numero di assist per i suoi compagni.
Pur avendo una maggiore predilezione alla fase offensiva, Balde è molto difficile da superare nell’uno contro uno, grazie alla sua rapidità e allo strabordante atletismo.
Nell'ottobre del 2023, è stato incluso nella lista dei 25 finalisti del premio European Golden Boy, assegnato dal quotidiano Tuttosport al miglior giocatore Under-21 militante in un campionato europeo.

## Carriera

### Club
Inizia il suo percorso calcistico nel 2007, nella squadra locale del Sant Gabriel. Nel 2009 si unisce al settore giovanile dell'Espanyol; ma nel 2011, all'età di otto anni, si unisce alla cantera dei rivali cittadini del Barcellona. Nel luglio 2021 ha firmato un rinnovo contrattuale con il Barcellona fino al 2024 con una clausola rescissoria di 500 milioni di euro.
Il 14 settembre 2021 ha giocato la sua prima partita ufficiale con la prima squadra del Barcellona, sostituendo al 74' Jordi Alba, nella sconfitta per 3-0 contro il Bayern Monaco in Champions League. Il 14 maggio 2023 si laurea per la prima volta campione di Spagna, in seguito alla vittoria per 4-2 nel derby contro l'Espanyol, partita nella quale va anche a segno.

### Nazionale
Per via delle sue origini poteva rappresentare tre paesi differenti, optando però per la Spagna, giocando per le selezioni giovanili Under-16, Under-17, Under-18, Under-19 e Under-21, con cui ha debuttato nel settembre 2022 contro i pari età della Romania (vittoria 1-4).
Il 18 novembre 2022 viene convocato per la prima volta in nazionale maggiore in occasione del campionato del mondo 2022 in sostituzione dell'infortunato José Luis Gayà. Pochi giorni dopo esordisce alla prima giornata, subentrando al 64' minuto nell'ampia vittoria per 7-0 contro la Costa Rica.

## Statistiche

### Presenze e reti nei club
Statistiche aggiornate al 31 agosto 2024.
| Stagione            | Squadra             | Campionato          | Campionato | Campionato | Coppe nazionali | Coppe nazionali | Coppe nazionali | Coppe continentali | Coppe continentali | Coppe continentali | Altre coppe | Altre coppe | Altre coppe | Totale | Totale |
| Stagione            | Squadra             | Comp                | Pres       | Reti       | Comp            | Pres            | Reti            | Comp               | Pres               | Reti               | Comp        | Pres        | Reti        | Pres   | Reti   |
| ------------------- | ------------------- | ------------------- | ---------- | ---------- | --------------- | --------------- | --------------- | ------------------ | ------------------ | ------------------ | ----------- | ----------- | ----------- | ------ | ------ |
| 2020-2021           | Barcellona B        | SDB                 | 11+5       | 0          |                 | -               | -               |                    | -                  | -                  |             | -           | -           | 16     | 0      |
| 2021-2022           | Barcellona B        | PDR                 | 15         | 0          |                 | -               | -               |                    | -                  | -                  |             | -           | -           | 15     | 0      |
| Totale Barcellona B | Totale Barcellona B | Totale Barcellona B | 26+5       | 0          |                 | -               | -               |                    | -                  | -                  |             | -           | -           | 31     | 0      |
| 2021-2022           | Barcellona          | PD                  | 5          | 0          | CR              | 0               | 0               | UCL+UEL            | 2+0                | 0                  | SS          | 0           | 0           | 7      | 0      |
| 2022-2023           | Barcellona          | PD                  | 33         | 1          | CR              | 4               | 0               | UCL+UEL            | 6+0                | 0                  | SS          | 1           | 0           | 44     | 1      |
| 2023-2024           | Barcellona          | PD                  | 18         | 0          | CR              | 2               | 1               | UCL                | 6                  | 0                  | SS          | 2           | 0           | 28     | 1      |
| 2024-2025           | Barcellona          | PD                  | 23         | 0          | CR              | 2               | 0               | UCL                | 9                  | 0                  | SS          | 2           | 1           | 36     | 1      |
| Totale Barcellona   | Totale Barcellona   | Totale Barcellona   | 60         | 1          |                 | 6               | 1               |                    | 14                 | 0                  |             | 4           | 1           | 115    | 2      |
| Totale carriera     | Totale carriera     | Totale carriera     | 86+5       | 1+0        |                 | 6               | 1               |                    | 14                 | 0                  |             | 4           | 1           | 115    | 3      |

### Cronologia presenze e reti in nazionale
| Cronologia completa delle presenze e delle reti in nazionale ― Spagna | Cronologia completa delle presenze e delle reti in nazionale ― Spagna | Cronologia completa delle presenze e delle reti in nazionale ― Spagna | Cronologia completa delle presenze e delle reti in nazionale ― Spagna | Cronologia completa delle presenze e delle reti in nazionale ― Spagna | Cronologia completa delle presenze e delle reti in nazionale ― Spagna | Cronologia completa delle presenze e delle reti in nazionale ― Spagna | Cronologia completa delle presenze e delle reti in nazionale ― Spagna |
| Data                                                                  | Città                                                                 | In casa                                                               | Risultato                                                             | Ospiti                                                                | Competizione                                                          | Reti                                                                  | Note                                                                  |
| --------------------------------------------------------------------- | --------------------------------------------------------------------- | --------------------------------------------------------------------- | --------------------------------------------------------------------- | --------------------------------------------------------------------- | --------------------------------------------------------------------- | --------------------------------------------------------------------- | --------------------------------------------------------------------- |
| 23-11-2022                                                            | Doha                                                                  | Spagna                                                                | 7 – 0                                                                 | Costa Rica                                                            | Mondiali 2022 - 1º turno                                              | -                                                                     | 64’                                                                   |
| 27-11-2022                                                            | Al Khor                                                               | Spagna                                                                | 1 – 1                                                                 | Germania                                                              | Mondiali 2022 - 1º turno                                              | -                                                                     | 82’                                                                   |
| 1-12-2022                                                             | Al Rayyan                                                             | Giappone                                                              | 2 – 1                                                                 | Spagna                                                                | Mondiali 2022 - 1º turno                                              | -                                                                     | 68’                                                                   |
| 6-12-2022                                                             | Al Rayyan                                                             | Marocco                                                               | 0 – 0 dts (3 – 0 dtr)                                                 | Spagna                                                                | Mondiali 2022 - Ottavi di finale                                      | -                                                                     | 98’                                                                   |
| 25-3-2023                                                             | Malaga                                                                | Spagna                                                                | 3 – 0                                                                 | Norvegia                                                              | Qual. Euro 2024                                                       | -                                                                     |                                                                       |
| 12-9-2023                                                             | Granada                                                               | Spagna                                                                | 6 – 0                                                                 | Cipro                                                                 | Qual. Euro 2024                                                       | -                                                                     | 61’                                                                   |
| 12-10-2023                                                            | Siviglia                                                              | Spagna                                                                | 2 – 0                                                                 | Scozia                                                                | Qual. Euro 2024                                                       | -                                                                     | 46’                                                                   |
| Totale                                                                |                                                                       | Presenze                                                              | 7                                                                     |                                                                       | Reti                                                                  | 0                                                                     |                                                                       |

## Palmarès

### Club
- Supercoppa di Spagna: 2

Barcellona: 2023, 2025
- Campionato spagnolo: 2

Barcellona: 2022-2023,  2024-2025
- Coppa di Spagna: 1

Barcellona: 2024-2025